# طلحه بن طاهر
طلحه بن طاهر (درگذشتهٔ ۲۱۳ هجری/ ۸۲۸ میلادی) دومین امیر طاهری بود که پس از مرگ پدرش طاهر بن حسین در سال ۲۰۷ هجری/ ۸۲۲ میلادی، به نیابت از عبدالله بن طاهر یا به‌طور مستقیم به فرمان مأمون، خلیفه عباسی، حکومت خراسان بزرگ را در دست گرفت و تا زمان مرگش بر قلمرو شرقی خلافت حکومت کرد.
در زمان حکومت طاهر، وی مدت کوتاهی جانشین طاهر در مرو بود و پس از آن نیز با بازگشت آرامشی نسبی به سیستان، به فرمان طاهر، جانشین محمد بن حضین قوسی در آن ناحیه شد که با مرگ طاهر این امر تحقق نیافت. پس از مرگ طاهر در سال ۲۰۷ هجری/ ۸۲۲ میلادی، اوضاع خراسان در اثر شورش سپاهیان ملتهب شد و به دنبال این واقعه طلحه کنترل اوضاع را بر عهده گرفت و با یاری احمد بن ابی خالد، وزیر مأمون، و تأیید خلیفه بر خراسان امارت یافت. اکثر دوران حکومت وی در خراسان به جنگ با خوارج به رهبری حمزه آذرک، که قلمرو طاهریان را عرصهٔ تاخت و تاز و غارت قرار داده و علم نافرمانی برافراشته بودند، گذشت و در این راه به ارسال والیان متعدد به سیستان و جنگ‌های فراوان با خوارج اقدام نمود که برخی از این والیان به همکاری با خوارج پرداخته و از تعرض آنان مصون می‌ماندند و برخی نیز به ستیز با این گروه پرداخته و در مراحلی پیروز شده و گاهی نیز متحمل شکست می‌شدند که همین نبردها و ناکامی‌هایی که در پی آن رخ می‌داد به ارسال والیان متعدد به سیستان منجر شده و بخش اعظم توان و توجه طلحه را به ناچار معطوف به رویارویی با خوارج در سیستان می‌ساخت. وی سرانجام در سال ۲۱۳ هجری/ ۸۲۸ میلادی، در شهر بلخ وفات یافت و در همان‌جا نیز مدفون شد.
او بر خلاف پدر خویش در سراسر دوران حکومت خود مطیع مأمون بود و از دستورهاش پیروی می‌کرد. وی را دوستدار علم و دانش و حامی اهالی آن معرفی کرده‌اند و از الطاف او به اهل علم سخن گفته‌اند. بنابر روایت‌ها، طلحه به شکار و موسیقی علاقهٔ فراوان داشت و به شاعران و موسیقی‌دانان پاداش فراوان می‌بخشید. پس از مرگ طلحه، عبدالله بن طاهر به عنوان حاکم خراسان در طی حکمی، علی بن طاهر را به حکومت خراسان به نیابت از خویشتن منصوب کرد.

## پیشینهٔ پدران طلحه

### نسب طاهریان
مجموعه روایاتی پیرامون نسب طاهر بن حسین، پدر طلحه، بیان شده است که به کمک آن می‌توانیم از پیشینه و نسب طلحه نیز اطلاع یابیم. بر اساس این روایات، نسب طاهر به یکی از دو شکل ذیل است: طاهر بن حسین بن مصعب بن رزیق بن ماهان یا طاهر بن حسین بن مصعب بن زریق بن اسعد بن زادان. طاهریان دارای‌تبار ایرانی بودند و لقب خزاعی را به سبب این که از موالی قبیلهٔ خزاعه بودند، به دست آورده‌اند. به همین سبب، نسب خود را به قبیلهٔ خزاعه که در دوران دعوت محمد، پیامبر اسلام، از قبایل بزرگ مکه بودند، می‌رساندند. عده‌ای از راویان و مورخان از یک سو و طاهریان نیز از سمتی دیگر خاندان طاهری را منسوب به رستم، پهلوان ایرانی و منوچهر، پادشاه ایرانی می‌دانستند. مورخان بر این عقیده‌اند که علت این نسب‌سازی‌ها، اهمیت نسب و ریشه هر خاندان در آن دوره بوده است که طاهریان و به‌طور ویژه طاهر با تلاش‌های هوادارانشان توانستند از این راه حمایت و دوستی خاندان‌های محلی را جلب کنند و از این طریق نفوذ و قدرت خویش را افزایش دهند.

### حکومت طاهریان

#### طاهریان نخستین
بر اساس روایاتی که مطرح شده است، رزیق، جد طاهر، از موالی طلحه بن عبدالله خزاعی معروف به طلحه الطلحات بوده که این شخص امارت سیستان را در اواخر سدهٔ اول هجری / هفتم میلادی یا اوایل حکومت عباسیان بر عهده داشته است. مصعب، نیای طاهر، نیز در آغاز جنبش عباسیان به آنان پیوست و به عنوان دبیر در خدمت یکی از داعیان عباسی به نام سلیمان بن کثیر خزاعی درآمده است. پس از پیروزی عباسیان، مصعب به پاداش خدمات خود و خاندانش از سوی عباسیان، امارت هرات و پوشنگ را عهده‌دار شد. در سال ۱۶۰ هجری / ۷۷۶ میلادی که مصادف با خلافت مهدی عباسی بود، در نواحی تحت حکومت مصعب، شورشی به رهبری یوسف بن ابراهیم ثقفی صورت گرفت که به سبب آن مصعب از قلمرو خود رانده شد. اما در دورهٔ هارون الرشید و به فرمان او حکومت پوشنگ به حسین، پدر طاهر، واگذار گردید. پس از پدر نیز، طاهر عهده‌دار این سمت گشت.

#### اقدامات طاهر بن حسین و تشکیل حکومت طاهریان
پس از مرگ هارون الرشید و نمودار شدن اختلاف و درگیری میان مأمون و امین بر سر خلافت، طاهر عهده‌دار وظایف سنگین تری از سمت مأمون گشت و به کنشگری فعال و عنصری مهم در روند تصاحب قدرت توسط مأمون تبدیل گشت. طاهر پس از پیروزی بر علی بن عیسی بن ماهان، سپهسالار امین، در نبرد ری به مقابله با لشکرهایی که به صورت پیاپی از سمت امین گسیل می‌گشتند، پرداخت. طاهر و هرثمه بن اعین به وسیلهٔ لشکریانی که در اختیار داشتند، در سال ۱۹۷ هجری/ ۸۱۲ میلادی، به محاصرهٔ اطراف بغداد مشغول شدند و با شدت بخشیدن به این محاصره، فشار را بر لشکریان امین افزون کردند. محاصرهٔ بغداد تا سال ۱۹۸ هجری/ ۸۱۳ میلادی، به صورت فرسایشی به درازا کشید تا در محرم همین سال طاهر بر شدت حملات خود افزود و محلات را یکی پس از دیگری فتح کرد و به لشکر دستور داد که برای فتح نهایی بغداد حمله را آغاز کنند و سرانجام بغداد در همین زمان فتح شد. بدین ترتیب، طاهر موقعیت سیاسی برجسته‌ای در دستگاه خلافت مأمون به دست آورد. سرانجام، به علت تمایل مأمون برای واگذاری خراسان به طاهر و همچنین تلاش بی‌وقفهٔ طاهر و اطرافیانش، به خصوص وزیر مأمون، احمد بن ابی‌خالد احول، حکومت خراسان بزرگ و ایالات شرقی در سال ۲۰۵ هجری/ ۸۲۱ میلادی به طاهر واگذار شد. طاهر که مترصد فرصتی مناسب برای اعلام استقلال بود، تنش موجود را دستاویزی قرار داد و یک سال و شش ماه پس از حکومت خود بر خراسان در سال ۲۰۷ هجری/ ۸۲۲ میلادی با حذف نام خلیفه از خطبهٔ نماز جمعه، استقلال حکومت خود را اعلام کرد. طاهر در همان شبی که نام مأمون را از خطبه حذف کرد یا مدت کوتاهی پس از آن در سال ۲۰۷ هجری/ ۸۲۲ میلادی، درگذشت.
بدین ترتیب از مهم‌ترین نتایج جنگ میان امین و مأمون و درگیری میان وزیران و سرداران، امارت و سپس اعلام استقلال طاهر بن حسین و فرمانروایی فرزندان و نوادگانش در خراسان بود، که منجر به استقلال نسبتاً زیاد قسمت شرقی خلافت از پایتخت شد و با حکومت طاهریان بر سرزمین‌های وسیع شرقی، دوره‌ای جدید در تاریخ سیاسی حکومت‌های ایران رقم خورد که بعدها منجر به شکل‌گیری حرکت‌های استقلال‌طلبانه و در نتیجه پیدایش حکومت‌های متعدد نیمه‌مستقل و مستقل موسوم، به امارت اِسْتِکفا، شد. در کنار آن، عده‌ای دیگر از خاندان طاهری نیز به مدت چندین دهه، در قالب عاملان پلیس بغداد یا شُرطه به ایفای وظیفه و اعمال نقش و قدرت در مرکز خلافت عباسی پرداختند.

## اوضاع خلافت عباسی در اوایل سدهٔ سوم هجری

### شورش‌ها علیه مأمون
در ادامهٔ سیر وقایع، در شرق تحولات مهمی روی داد. اگرچه مأمون قدرت تام را در ولایات شرقی در اختیار داشت اما منطقه‌ای نسبتاً کوچک در اختیار بابک قرار داشت. او به همکاری با خرمدینان پرداخت و در سال ۲۰۱ ه‍.ق/ ۸۱۶ م، اقدام به شورش در آذربایجان کرد و با بهره‌گیری از پایگاه‌های کوهستانی خویش، نیروهایی که با هدف مقابله با وی از سمت حکومت مرکزی گسیل می‌شدند را در اجرای مأموریتشان ناکام می‌گذاشت. اما در غرب خلافت نیز مأمون با مسائل گوناگونی مواجه شده بود. پس از پیروزی بر امین و نصب حسن بن سهل بر حکومت عراق، به یکباره قیام شیعی ابوالسَرایا در حمایت از ابن طباطبای حسنی به وقوع پیوست که به دشواری و با یاری گرفتن حسن بن سهل از هَرثمه بن اَعْیَن سرکوب شد و ابوالسرایا نیز به قتل رسید. البته اقدامات مأمون از جمله ولایت عهدی علی بن موسی‌الرضا، امام هشتم شیعه، طغیان عراقیان وفادار به خلافت علیه قدرت یابی علویان و تسلط ایرانیان، به‌ویژه اهالی خراسان، بر امور حکومت را در پی داشت، که به صورت رویگردانی عباسیانِ مستقر در بغداد از مأمون و نصب عمویش، ابراهیم بن مهدی، به خلافت نمودار شد. به علت وخامت اوضاع، مأمون به سوی بغداد حرکت کرد و بنابر برخی روایات نقشهٔ قتل فضل بن سهل (۲۰۲ ه‍.ق/ ۸۱۸ م) و علی بن موسی‌الرضا را طراحی و عملی کرد، تا به مخالفت‌ها علیه خود پایان دهد. مأمون پس از انجام این اعمال، با نگارش نامه‌ای در صدد دلجویی از مردم بغداد و خاندان بنی‌عباس برآمد. اما با بی‌توجهی آنان، به سمت بغداد حرکت کرد و طاهر را نیز همراه با سپاهیانش برای افزایش شوکت و قدرت خود از رِقه فراخواند. طاهر به سرعت حرکت کرد و خود را در نَهْرَوان به مأمون رساند و در سال ۲۰۴ ه‍.ق / ۸۱۹ م به اتفاق یکدیگر وارد بغداد شدند. یکی دیگر از دغدغه‌های مأمون در غرب خلافت، تسلط بر اوضاع مصر و برقراری آرامش در آن ناحیه بود که از سال ۱۸۲ ه‍.ق/ ۷۹۸ م با ورود پناهندگانی از قُرطَبه دستخوش ناآرامی‌های متعددی شده‌بود که ظاهراً علت ناآرامی‌ها و قیام‌های شکل گرفته در این سرزمین را باید در نظام شدید و طاقت‌فرسای مالیاتی جستجو کرد. از آخرین شورش‌های رخ داده از این سنخ، می‌توان به شورش قِبطی‌های دلتای نیل اشاره کرد که سرکوب آن با دشواری‌های بسیار و وقوع نبردهای خشن و بی‌رحمانه صورت پذیرفت. پس از آن نیز، خلیفه که در شام اقامت داشت، در محرم سال ۲۱۸ ه‍.ق/ ۸۳۲ م شخصاً عازم مصر شد تا اوضاع آن ناحیه را که عاملانش موفق به تسلط بر آن نشده‌بودند، سامان دهد.

## زمینهٔ قدرت‌گیری و حکومت طلحه

### طلحه در زمان طاهر
کنیهٔ طاهر بن حسین به سبب وجود طلحه، ابوطلحه بود. طلحه پس از واگذاری حکومت خراسان به طاهر در سال ۲۰۵ هجری، به نیابت از پدر یا در رکاب او به آن ناحیه رفت و در خراسان مستقر شد. یکی از مشکلات عمدهٔ طاهر بن حسین، تاخت و تاز مداوم خوارج در سیستان و وجود ناآرامی در آن ناحیه بود. بدین منظور طاهر، محمد بن حضین قوسی که چهارده سال قبل حاکم واقعی سیستان بود و شناخت خوبی نسبت به مسائل محلی داشت را برای ایجاد آرامش و نظم در جمادی‌الاول سال ۲۰۶ هجری/ ۸۲۰ میلادی بدان ناحیه گسیل داشت و او در این امر توفیق یافت. پس از بازگشت آرامش به آن ناحیه، طاهر امارت آن را به طلحه واگذار کرد.

### جانشینی طاهر
پس از مرگ ناگهانی طاهر در سال ۲۰۷ هجری، خراسان دستخوش ناآرامی‌هایی از جانب سپاهیان شد که در اثر آن یکی از خزانه‌های طاهر غارت شد. انگیزهٔ آنان در این امر، واکنش به قتل ناگهانی سردار خود که در طی چندین سال با وی الفتی پیدا کرده بودند، بود و علاوه بر آن، ظن به نقش خلیفه در مرگ طاهر و کسب مقرری بیشتر را نیز می‌توان از دیگر انگیزه‌های سپاهیان در برپایی شورش برشمرد. چندین اقدام در جهت خاموش کردن آتش این ناآرامی‌ها صورت پذیرفت. در قدم نخست «سلام ابرش خواجه، خزانه‌دار طاهر، به کارش پرداخت و مقرری شش ماهشان داده شد». همچنین برگزیدن طلحه بن طاهر به حکومت خراسان، به رغم نارضایتی از طاهر و گسیل کردن احمد بن ابی خالد به خراسان، از اقدامات مأمون در راستای فرونشاندن شورش سپاهیان بود. علاوه بر آن، احمد مأموریت داشت تا به ارزیابی وضعیت خراسان و موقعیت خاندان طاهری در آن ناحیه بپردازد و در صورت وجود خطر، نسبت به حذف آنان اقدام کند، اما احمد پس از حضور در خراسان و بررسی وضعیت آن، از جانب طلحه و فرمانبرداری وی رضایت پیدا کرد. دلیل این رضایت، هدایای هنگفتی بود که طلحه به احمد و یارانش اهدا کرد. این هدایا شامل سه میلیون درهم در کنار هدایایی به ارزش دو میلیون درهم برای احمد بن ابی خالد و پانصد هزار درهم برای ابراهیم بن عباس، منشی احمد، از سمت طلحه بود که اهدای این پیشکشی‌ها به درگاه احمد بن ابی خالد که مشتاق و شیفتهٔ هدایا بود، موجب تثبیت موقعیت طلحه شد و بازگشت احمد بن ابی خالد به بغداد نیز موجب اطمینان خاطر مأمون از جانب طلحه گشت.

### شورش حسن بن حسین
در جریان شورش سپاهیان، به نقش حسن بن حسین، برادر طاهر، نیز اشاره شده و او را در وقوع این ناآرامی مؤثر دانسته‌اند؛ چراکه او در سمت مشاور در خدمت طاهر بود و نسبت به توطئهٔ قتل برادر آگاهی بیشتری داشت. در کنار آن، با توجه به مأموریت‌های نظامی بعدی او گمان می‌رود که در زمان مورد بحث، او فرماندهی سپاه را نیز بر عهده داشته است که بر طبق آن به راحتی می‌توانست نقشی تأثیرگذار در کنترل و رهبری سپاهیان ایفا کند. با ورود احمد بن ابی خالد به خراسان و وقوف حسن بر عدم توان رویارویی با او، حسن بن حسین از برخورد با او پرهیز کرد و برای دوری از نبرد در سال ۲۰۸ هجری / ۸۲۳ میلادی، به کرمان گریخت و در آنجا علم طغیان علیه خلیفه را برافراشت. پس از بازگشت احمد بن ابی خالد به بغداد و خروج حسن بن حسین علیه خلیفه، احمد با وجود خستگی سفر پیشین، خود مأموریت دفع او را بر عهده گرفت که امکان دارد این امر به درخواست مأمون، در جهت رفع پیامدهای عصیان طاهر صورت پذیرفته باشد. احمد در کرمان، حسن بن حسین را در محاصره گرفت و احتمالاً توانست از طریق وعدهٔ بخشایش خطایش، بر او چیره گردد. بدین ترتیب حسن بن حسین پس از مدتی مقاومت در برابر احمد، تسلیم و دستگیر شد اما مأمون از خطایش چشم‌پوشی کرد و او را عفو نمود. نفوذ و قدرت خاندان طاهری را در کنار کوشش مأمون در جهت جلوگیری از تهدیدات و پیامدهای قتل حسن را از دلایل مؤثر در بخشایش حسن بن حسین می‌توان دانست.

### به قدرت رسیدن طلحه بن طاهر
با مرگ طاهر، مناسب‌ترین راه پیش روی مأمون، واگذاری قدرت به طلحه بود. پس از اعلام استقلال طاهر، کلثوم بن ثابت، صاحب برید خراسان، به درخواست شخص طاهر، این اقدام را به مأمون گزارش کرد. طلحه نیز پس از مرگ ناگهانی پدر، از کلثوم بن ثابت درخواست کرد که خبر مرگ طاهر را به همراه خبر سامان‌دهی اوضاع سپاهیان توسط طلحه را برای مأمون ارسال کند و به کلثوم در ازای این گزارش، پانصد هزار درهم یا پنج هزار دینار به همراه دویست جامه اهدا کرد که دو گزارش با فاصلهٔ اندکی از یکدیگر به بغداد رسیدند. پیرامون انتخاب عبدالله بن طاهر یا طلحه به حکومت خراسان دو گروه گزارش از منابع برجای مانده است. بر اساس نخستین گروه از گزارش‌ها و بنابر نقل ابن اثیر، مأمون تمامی کارها و مسئولیت‌های طاهر را بر عهدهٔ عبدالله، فرزندش، قرار داد که او چون مشغول سرکوب شورش‌های شام و مصر بود، به عنوان حاکم خراسان، طلحه را به جانشینی و نیابت خود در آن سرزمین منصوب کرد؛ اما «طلحه به نام خود با مأمون مکاتبه می‌کرد و نام عبدالله را نمی‌برد» اما طبق گروه دوم از گزارش‌ها، طلحه به‌طور مستقیم توسط مأمون برای جانشینی طاهر برگزیده شد؛ زیرا مأمون در راستای سرکوب شورش نصر بن شبث و آرام کردن بحران‌های غرب خلافت به شخصیت عبدالله بن طاهر نیاز داشت و علاوه بر آن، با توجه به مشکلات و پیشامدهای خراسان و لزوم اتخاذ تصمیمی سریع برای امارت آن ناحیه، حضور سریع عبدالله در خراسان میسر نبود. در نتیجه مأمون در جواب گزارشی که فرماندهی سپاه خراسان توسط طلحه را پس از مرگ طاهر بیان می‌کرد، پس از مشورت با احمد بن ابی خالد در این زمینه، شخصی را شایسته‌تر از طلحه برای تسلط بر اوضاع منطقه در آن برهه ندید و در نتیجه طلحه بن طاهر در سال ۲۰۷ هجری/ ۸۲۲ میلادی، به حکومت خراسان منصوب شد.
به هر صورت، او دومین امیر خاندان طاهری بود. مقر حکومت طلحه، همانند طاهر در شهر مرو قرار داشت.

## حکومت طلحه

محدوده حکومت طاهریان در خراسان و فلات مرکزی ایران

### تأثیر خوارج بر وضعیت خراسان در اوایل دوران طاهریان
بررسی سراسر دوران حکومت طلحه بر خراسان، نمایانگر نبردهای پیاپی او با خوارج و رهبر آنان، حمزه بن آذرک، است. حملات پیاپی خوارج که با قتل عاملان ولایات و سوزاندن دفاتر ثبت مالیات همراه بود، مانع جمع‌آوری منظم مالیات در مناطق و مشکلات اقتصادی فراوان می‌شد. طاهریان نیز به ناچار، به ارسال سپاه و کمک‌های مالی از نیشابور به سیستان اقدام می‌کردند؛ زیرا درآمدهای این منطقه پاسخگوی ادارهٔ مخارج آن نبود. خوارج نیز به علت وجود حامیان محلیشان قدرتمند ماندند و در همین راستا دغدغهٔ نبرد با خوارج از سوی طاهریان، به فراتر از مرزهای سیستان کشیده می‌شد و آنان را با هواخواهان این جریان در کرمان، قهستان و بادغیس روبرو می‌ساخت. چنان‌که بنابر نقل شابشتی، عبدالله بن طاهر در هنگام ورود به خراسان در سال ۲۱۵ قمری، با لانه‌های خوارج در مناطق مختلف روبرو گشت که این امر بیانگر نفوذ خوارج در میان عناصر ناراضی روستایی و به درازا کشیدن ستیز با خوارج بوده است. در میان شهرهای خراسان، نیشابور، بیهق و هرات آماج حملات پیاپی خوارج قرار داشتند؛ اگرچه، در عهد طاهر به سبب هیبت و آوازهٔ او، حملات مذکور تخفیف یافته بود.

### رویارویی طلحه با خوارج
طلحه در ایام امارت خود بر خراسان در صدد جلوگیری از حملات خوارج و همچنین دفع آنان در سیستان بود و سعی داشت تا از این طریق از هجوم و تاخت و تاز آنان در خراسان، جلوگیری به عمل آورد. وی به سبب تجربیاتی که در زمان پدرش، طاهر بن حسین، در ستیز با خوارج به دست آورده بود، مهم‌ترین فعالیت دوران حکمرانی خود را به این نبردها اختصاص داد و گزارش ابن طیفور از زخمی شدن وی در نبرد با خوارج بیانگر تلاش وافر و جدی او در جهت سرکوب این فرقه بود و روایات گردیزی در باب جنگ‌های بسیار میان طلحه و حمزه نیز نشان از تعقیب و جنگ مداوم او با خوارج دارد. او در همین راستا اقدام به ارسال والیانی در جهت تثبیت موقعیت سیستان نمود. طلحه پس از در دست گرفتن قدرت، یکی از نوادگان سامان خدات که ابوالفضل الیاس بن اسد بود را به سیستان گسیل کرد اما این شخص در سال ۲۰۸ هجری/ ۸۲۳ میلادی، به فرمان طلحه، قدرت را به معدل، برادر محمد بن حضین قوسی، واگذار کرده و سیستان را ترک نمود. اگرچه وی مدتی با استقرار در خانهٔ الحرث بن المثنی، مردم را که به او نزدیک‌تر بودند، علیه معدل می‌شوراند.
به گزارش تاریخ سیستان، والیان این منطقه در جهت پیروزی در درگیری‌هایی که میانشان برقرار بود، به اتحاد با خوارج روی می‌آوردند. در همین راستا عده‌ای از خوارج به عنوان نیرو، تحت امر حاکمان سیستان قرار گرفتند و عده‌ای دیگر نیز به تاراج و آزار مردم پرداختند. به عنوان مثال، محمد بن حضین، از والیان طاهری سیستان، به یاری خوارج قدرت را در دست گرفت؛ چنان‌که خوارج متعرّض او نمی‌شدند و به همین صورت برقراری آرامش در سیستان با تبانی والیان سیستان و خوارج به صورت امری مرسوم درآمده بود. اما شدت تحرکات خوارج موجب شد طلحه اقدام به گسیل محمد بن احوص و سپس محمد بن شبیب در سال ۲۰۹ هجری/ ۸۲۴ میلادی و همچنین محمد بن اسحاق بن سهره در رجب ۲۱۰ هجری/ ۸۲۶ میلادی، به سمت سیستان نماید. در زمان محمد بن اسحاق مردم بُست در اثر تحریک عیاران محلی شوریدند؛ زیرا افزایش فعالیت خوارج، نقشی مهم را در جهت ظهور و تقویت عیاران در سیستان بازی می‌کرد. به همین علت و در اثر موقعیت خاص شهر بست، این شهر در اوایل قرن سوم به یکی از مهم‌ترین مراکز تحرکات عیاران مبدل شده بود. ناکامی محمد بن اسحاق در دفع شورش عیاران که به سال ۲۱۱ هجری/ ۸۲۶ میلادی، در بست آغاز شد، موجب ارسال حسین بن علی سیاری از سمت طلحه به بست برای سرکوب این شورش شد که با موفقیت حسین بن علی در این مأموریت، شورشیان پراکنده شدند. واپسین والی طلحه نیز که به سیستان گسیل گشت، احمد بن خالد نام داشت که به سال ۲۱۳ هجری/ ۸۲۸ میلادی، وارد سیستان شد اما با ممانعت گروهی از یاران حمزه در ورود او به شهر، او ناچار به بازگشت به خراسان شد. سرانجام، مرگ حمزه در سال ۲۱۳ هجری/ ۸۲۸ میلادی و مرگ طلحه اندک زمانی پس از آن، به این سلسله منازعات پایان بخشید.

## مرگ طلحه
طلحه مدتی پس از مرگ حمزه آذرک، سه روز مانده از ربیع‌الاول سال ۲۱۳ هجری/ مه ۸۲۸ میلادی، به‌طور ناگهانی در بلخ وفات یافت و در همان شهر نیز به خاک سپرده شد. روایتی نیز وفات او را اندکی پیش از مرگ حمزه آذرک بیان می‌دارد. ابوالسحیل شاعر، ابیاتی بدین مضمون در مصیبت مرگ طلحه سروده است:
آیا در شهر بلخ گذرت به قبرستان افتاده است؟
به درستی که قبرها و آرامگاه‌ها حقایق را به ما نشان می‌دهند.
علاقه و اشتیاق، تو را به سوی این مکانها می‌کشاند.
در حالی که مکانها را بزرگانی چنین بر پایه‌های استوار و محکم درست کرده‌اند.
ای آرامگاه طلحه، آگاه باش آنکه در تو خفته است، بزرگواری است
کسی است که از بزرگان و گرامی داشتگان قوم خویش است.
پس از وصول خبر مرگ طلحه به عبدالله بن طاهر، که در بغداد مستقر بود، عبدالله به واسطهٔ حاجب خویش که طاهر بن ابراهیم نام داشت، برادر دیگر خود، علی بن طاهر، را به جانشینی خویش در خراسان منصوب کرد. عبدالله این انتصاب را به واسطهٔ اختیاری که از جانب خلیفه به وی به عنوان حاکم خراسان داده شده‌بود، انجام داد.

## منش طلحه
طلحه در زمان امارت خود مشکل برجسته‌ای با خلافت عباسی نداشت و ظاهراً فرمان مأمون در جهت عقیده به مخلوق بودن قرآن به وسیلهٔ طلحه نیز در خراسان رعایت و اجرا می‌شد؛ چنان‌که، در همین راستا محمد بن اسلم طوسی به علت مخالفت با این عقیده، محبوس گشت. او اهمیت خاصی برای علم و دانش قائل بود. حمایت طلحه از علما موجب پیوستن عده‌ای از آنان به او شد و شاعران نیز در اشعار خویش مرو را به جهت وجود طلحه و بخشش‌هایش، نسبت به بغداد دور نمی‌دانستند. همچنین مکتوباتی پیرامون علوم مختلف و موسیقی به نام طلحه و به وسیلهٔ علما و هنرمندان زمان به رشتهٔ تألیف درآمده‌اند. روایاتی پیرامون شکار رفتن طلحه در کنار مجالس بزم و موسیقی که در آن طلحه اقدام به بخشش‌های فراوان می‌کرده است، از ابن طیفور نقل شده است و به‌طور کلی این روایات نشان‌دهندهٔ این امر است که طلحه به شکار و موسیقی تمایل داشته است.

## فرزندان طلحه
طلحه دارای فرزندی به نام محمد بوده است. محمد فرزندی به نام ابواسحق طیب داشت که در نیشابور اقامت داشت و در رمضان سال ۲۷۹ ه‍.ق درگذشت.

## منبع‌شناسی
منابع مربوط مربوط به عهد طاهریان را می‌توان به چند گروه تقسیم کرد.